# Буђење из мртвих
Буђење из мртвих је српски филм из 2005. године који је режирао Милош Радивојевић.